# 하시모토 겐타로
하시모토 겐타로(일본어: 橋本 健太郎, 1980년 4월 28일 ~ )는 일본의 전 프로 야구 선수이다.
팬으로부터의 애칭은 하시켄(ハシケン).

## 인물

### 프로 입단 전
교토부 출신으로 도호쿠 복지대학과 사회인 야구팀인 닛폰 신약을 거쳐 2004년 가을에 있은 프로 야구 드래프트 회의에서 한신 타이거스로부터 4순위 지명을 받아 입단했다.

### 한신 타이거스 시절
2005년 시즌 직전에는 투수에 대한 혹독한 평가를 하는 것으로 알려진 고야마 마사아키로부터 높은 평가를 받아 실전에서는 그대로 대학 시절보다 더 높은 강속구를 기록했다. 4월 27일의 주니치 드래건스전에서 데뷔 첫 승리를 기록했고, 같은 해 중간 계투로서 51경기에 등판해 평균자책점이 2.30을 기록하는 등 팀의 리그 우승에 기여했다. JFK의 1명인 제프 윌리엄스에게서는 사지키하라 마사시, 에구사 히로타카를 통틀어 ‘SHE’라고 불리었다.
2006년은 오른쪽 어깨 통증의 영향으로 2경기에만 등판했고 다음해인 2007년에는 개막부터 JFK에 뒤를 이은 중간 계투로서 활약을 했지만 7월에 갑작스런 허리 통증이 일어나면서 등록이 말소되었다. 와타나베 료의 대두로 인해 패전 처리 투수로 활약하여 46경기에 등판했지만 평균자책점은 4점대에 끝났다.
2008년은 1군에 등판한 경기가 10경기이면서 평균자책점은 5점대에 머물렀고 이듬해 2009년 3월 4일에 구보 야스토모와의 맞트레이드로 지바 롯데 마린스에 이적, 등번호는 13번이 되었다.

### 지바 롯데 마린스 시절
2009년 3월 4일 구보 야스토모 선수와의 교환 트레이드로 지바 롯데 마린즈로 이적하여, 등번호 13번을 받았다. 이해 2군 리그(이스턴 리그)에서 리그 최다인 13세이브를 올렸으나 1군에서는 2경기에만 등판했다. 이듬해 2010년은 1군 경기에서 중간 계투로 9경기에 등판해 0승 1패, 6.35의 방어율을 기록했다. 2군 이스턴 리그의 우승으로 진출한 팜 일본선수권에서는 웨스턴 리그 승자 한신을 대상으로 승리를 거두었다.
2011년은 프로에 입단하여 처음으로 1군 등반 기회를 얻지 못했다. 이스턴 리그에서는 공식전 40경기에 등판, 팀에서 가장 많은 11세이브를 거두었으나, 1승 5패의 성적에 그쳤다.
2012년은 1군 13경기에 등판, 승패 기록 없이 방어율 4.20에 그쳤다. 한편 이스턴 리그에서는 11경기에 등판 방어율 1.74를 거두었다. 2013년은 1군 등판 기회 없이, 이스턴 리그에서도 31경기에 4세이브, 방어율 4.80으로 부진하여, 그해 10월 3일 전력외통보를 받아,현역에서 은퇴했다.

## 출신 학교
- 교토 부립 구미야마 고등학교
- 도호쿠 복지대학

## 선수 경력
사회인 시대
- 닛폰 신약

프로팀 경력
- 한신 타이거스(2005년 ~ 2008년)
- 지바 롯데 마린스(2009년 ~ 2013년)

## 개인 기록
- 첫 등판 : 2005년 4월 1일, 대 야쿠르트 스왈로스 1차전(오사카 돔)
- 첫 탈삼진 : 상동.
- 첫 홀드 : 2005년 4월 3일, 대 야쿠르트 스왈로스 3차전(오사카 돔)
- 첫 승리 : 2005년 4월 27일, 대 주니치 드래건스 5차전(한신 고시엔 구장)
- 첫 세이브 : 2005년 6월 26일, 대 요미우리 자이언츠 9차전(한신 고시엔 구장)

## 등번호
- 34(2005년 ~ 2008년)
- 13(2009년 ~ 2013년)

## 연도별 성적
| 연도       | 소속       | 등 판 | 선 발 | 완 투 | 완 봉 | 무 볼 넷 | 승 리 | 패 전 | 세 이 브 | 홀 드 | 승 률 | 타 자 | 투 구 회 | 피 안 타 | 피 홈 런 | 볼 넷 | 고의 사구 | 死 구 | 탈 삼 진 | 폭 투 | 보 크 | 실 점 | 자 책 점 | 평균 자책점 | WHIP |
| ---------- | ---------- | ----- | ----- | ----- | ----- | -------- | ----- | ----- | -------- | ----- | ----- | ----- | -------- | -------- | -------- | ----- | --------- | ----- | -------- | ----- | ----- | ----- | -------- | ----------- | ---- |
| 2005년     | 한신       | 51    | 0     | 0     | 0     | 0        | 2     | 2     | 1        | 9     | .500  | 273   | 66.2     | 47       | 5        | 27    | 0         | 1     | 67       | 8     | 0     | 21    | 17       | 2.30        | 1.11 |
| 2006년     | 한신       | 2     | 0     | 0     | 0     | 0        | 1     | 0     | 0        | 0     | 1.000 | 9     | 1.1      | 5        | 0        | 1     | 0         | 0     | 0        | 0     | 0     | 3     | 3        | 20.25       | 4.50 |
| 2007년     | 한신       | 46    | 0     | 0     | 0     | 0        | 3     | 2     | 0        | 6     | .600  | 228   | 49.1     | 52       | 7        | 28    | 4         | 2     | 61       | 6     | 0     | 31    | 26       | 4.74        | 1.61 |
| 2008년     | 한신       | 10    | 0     | 0     | 0     | 0        | 0     | 0     | 0        | 0     | ----  | 59    | 13.0     | 17       | 2        | 6     | 0         | 0     | 15       | 2     | 0     | 8     | 8        | 5.54        | 1.77 |
| 2009년     | 지바 롯데  | 2     | 0     | 0     | 0     | 0        | 0     | 0     | 0        | 0     | ----  | 2     | 2.0      | 3        | 1        | 1     | 0         | 0     | 1        | 0     | 0     | 2     | 2        | 9.00        | 2.00 |
| 2010년     | 지바 롯데  | 9     | 0     | 0     | 0     | 0        | 0     | 1     | 0        | 1     | .000  | 25    | 5.2      | 4        | 1        | 4     | 0         | 1     | 5        | 0     | 0     | 4     | 4        | 6.35        | 1.43 |
| 통산 : 6년 | 통산 : 6년 | 120   | 0     | 0     | 0     | 0        | 6     | 5     | 1        | 16    | .545  | 604   | 138.0    | 128      | 16       | 67    | 4         | 4     | 149      | 16    | 0     | 69    | 60       | 3.91        | 1.41 |

- 2010년 기준.